# 384 f.Kr.

## Händelser

### Efter plats

#### Grekland
- Den atenske oratorn Lysias klandrar vid årets olympiska spel grekerna för att de låter sig domineras av den syrakusiske tyrannen Dionysios I och de barbariska perserna.

## Födda
- Aristoteles, grekisk filosof och naturforskare (död 322 f.Kr.)
- Demosthenes, grekisk talare (död 322 f.Kr.)